# Musée d'un seul tableau G. Miasnikov
Le musée d'un seul tableau G. Miasnikov (en russe : музей одной картины  одной картины имени Г. В. Мясникова) est un musée d'État dans la ville de Penza en Russie, filiale de la Galerie de peintures C. Savitski de l'oblast de Penza.
Ce musée s'est ouvert le 12 février 1983.

## Le musée
Ce musée est unique en son genre en Russie. Il ne présente pas d'exposition permanente. L'attention des visiteurs (la salle comprend 37 places) est invitée à se porter sur une seule toile dont l'histoire détaillée est précédée d'un film sur la vie et le travail de l'artiste qui l'a réalisée. La séance dure 45 minutes. Elle comprend également des diapositives sur la culture de l'époque à laquelle l'artiste a vécu. Les spectateurs font ainsi connaissance avec l'ensemble de son œuvre, et avec ses tableaux les plus représentatifs. À la fin du film, un rideau s'ouvre et le tableau apparaît au public accompagné d'un texte explicatif et de musique.
Toutes les compositions musicales et littéraires sont établies selon des scripts de l'écrivain moscovite Vladimir Poroudominski (ru) par la metteure en scène Lia Velednitskaïa. Les textes sont lus par les acteurs de théâtre parmi les plus connus de la capitale : Mikhaïl Oulianov, Oleg Efremov, Oleg Tabakov, Rostislav Pliatt, etc. Le réalisateur des diapositives est Valeri Sazonov (ru).
Le musée est situé dans un bâtiment historique classé de la seconde moitié du XXe siècle.
Le créateur de ce musée est Gueorg Vassilievitch Miasnikov (ru) (1926—1996), premier secrétaire du comité régional du parti communiste de Penza à la fin de l'époque soviétique. Le 6 mars 2002, le musée a reçu son nom et une plaque commémorative a été apposée à l'entrée en l'honneur de Gueorg Miasnikov. Après cette ouverture, selon l'académicien Dmitri Likhatchov, a commencé « la renaissance du musée de Penza ».
Selon la version russe de la revue Forbes (2011), le musée est au nombre des six musées les plus remarquables au monde (en 3e lieu), qui ne sont consacrés qu'à un seul objet qui mérite l'attention de chacun. Le magazine cite encore notamment parmi ces musées : le Musée Vasa à Stockholm, le musée-église du Saint-Suaire à Turin, le musée Liberty Bell à Philadelphie aux États-Unis, le Wagon de l'Armistice dans la forêt de Compiègne en France.

## Expositions du musée
Depuis 1983 jusqu'à nos jours, 20 tableaux ont été présentés au musée d'un seul tableau et une icône :
- Vassili Sourikov, La Prise de la forteresse de neige (1983, collections du Musée russe).
- Nikolaï Gay, Pierre le Grand interrogeant le tsarévitch Alexis à Peterhof (1983, collections du Musée russe).
- Pavel Fedotov, Fiançaille d'un major (ru) (1984, collections du Musée russe).
- Arkadi Plastov, Le Printemps (1984, collections de la galerie Tretiakov).
- Viktor Efimovitch Popkov (ru), Le Manteau du père (1985, collections Galerie Tretiakov).
- Ilia Répine, Vetchornitsy (1985, collections Galerie Tretiakov).
- Ivan Chichkine, Les Arbres pour bateaux (1986, collection du musée russe).
- Titien, Portrait d'une jeune fille (1987, collection musée de l'Ermitage).
- Kouzma Petrov-Vodkine, La Bataille (ru) (1987, collections musée central des forces armées).
- Vladimir Borovikovski, Portrait d'Alexandre Kourakine (1988, collection Galerie Tretiakov.
- Alekseï Savrassov, Jour de printemps (1989, collections Musée des Beaux-Arts de Vladimir).
- Rembrandt et Jan Victors, Abraham et les trois anges (1990, collection Musée de l'Ermitage).
- Victor Vasnetsov, Le Tapis-volant (1991, collection musée des beaux-arts de Nijni Novgorod).
- Isaac Levitan, Octobre (1992, collection du musée d'Art de Samara).
- Boris Koustodiev, Portrait de Chaliapine (1994, collection du Musée russe).
- Icône de Notre-Dame de Kazan, (2005—2009, collection éparchie de Penza et Nijnelomovskaïa).
- Ivan Chichkine, Le Bois de trembles (2009—2013, collection Galerie de peinture de l'oblast de Penza.
- Denis Santalov (artiste contemporain de Penza), On construit l'église... (2013—2015)
- Franz Xaver Winterhalter, Portrait de Varvara Rimska-Korsakova (2015—2016, collection Galerie de peinture de Penza)
- Constantin Flavitski, La Princesse Tarakanova (Flavitski) (2016—2017, copie de l'auteur dans les collections de la Galerie de peinture de Penza).
- Ivan Kouzmitch Makarov (ru), Les deux sœurs (Portrait de Liza et Natacha Arapova) (des collections de la galerie de peinture de Penza)

## Galerie

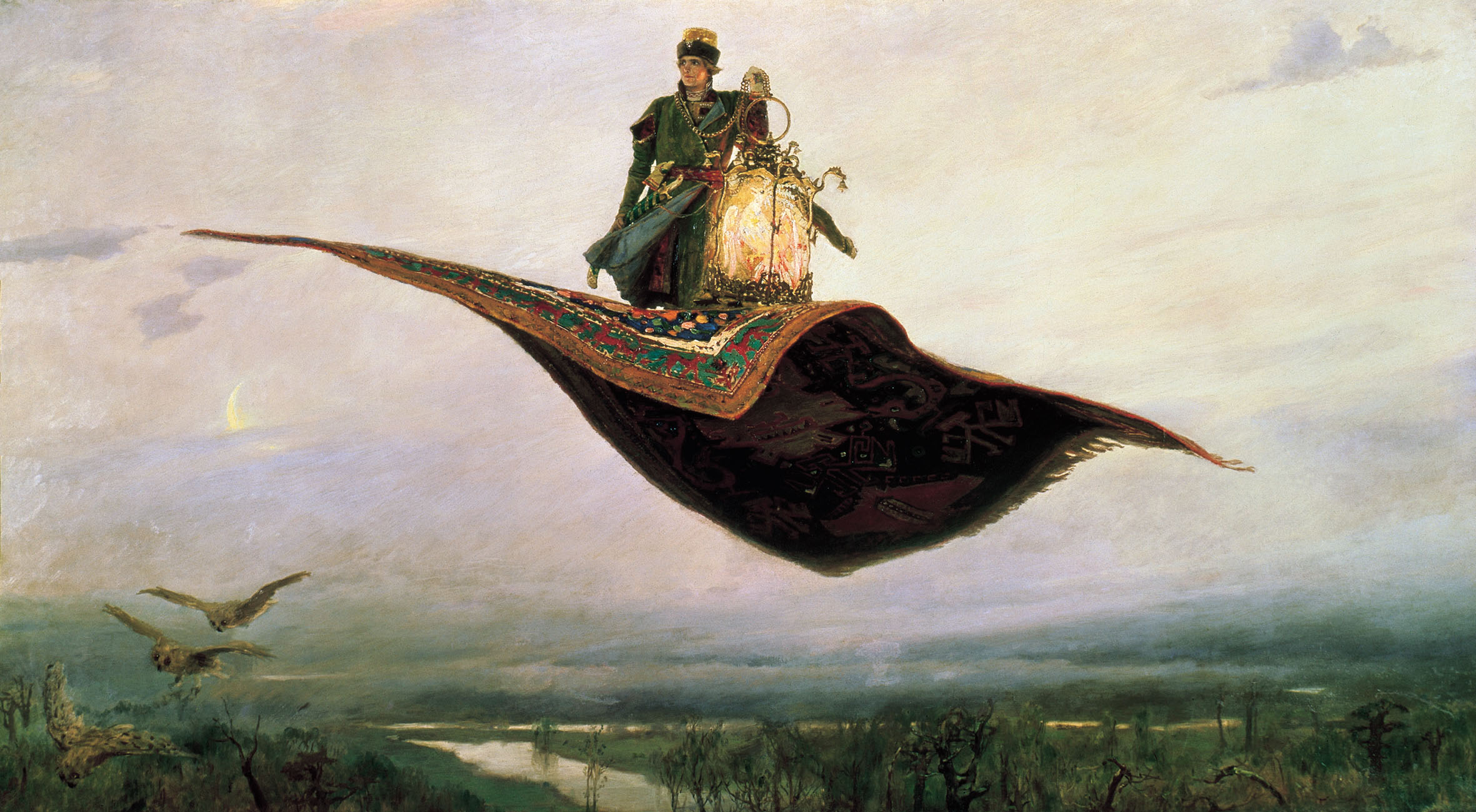
Le Tapis-volant, Victor Vasnetsov
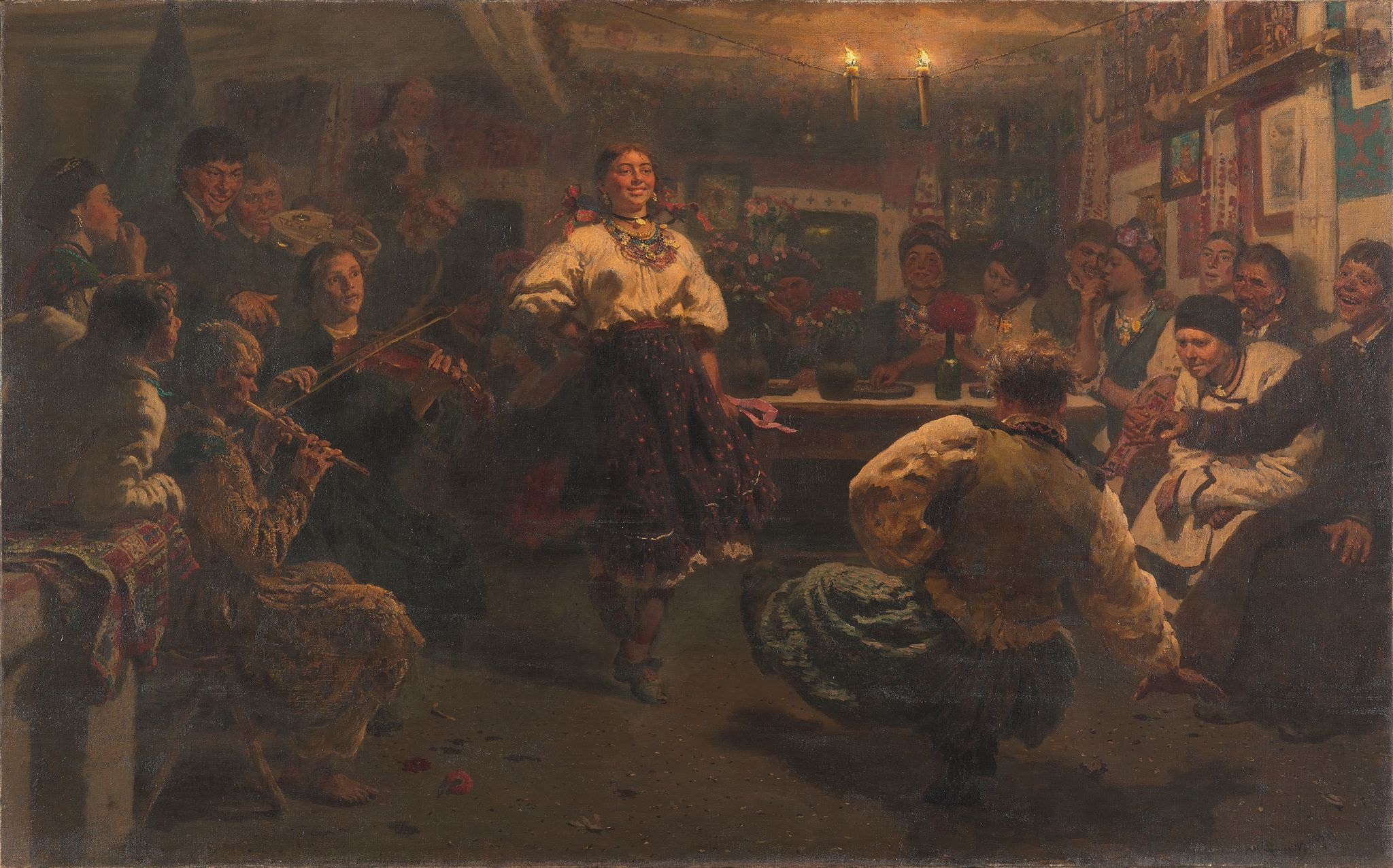
Vetchornitsy, Ilia Répine (1881)
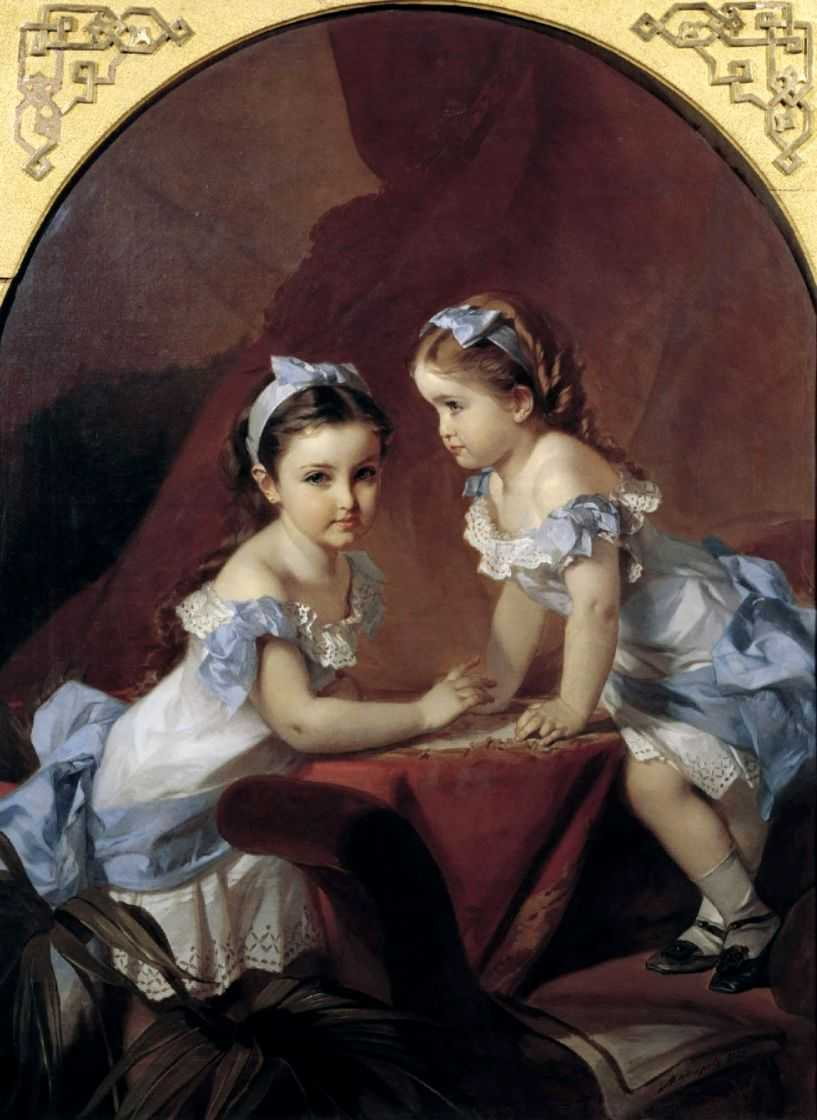
Liza et Natacha Arapova, Ivan Makarov

### Vidéo
- (ru) [vidéo] Пензенская область, « Музей одной картины », sur YouTube, 26 novembre 2013 (consulté le 7 juin 2021)